# Richard Massolin
Richard Massolin (ur. 21 lutego 1976 w Vitry-sur-Seine) – martynikański piłkarz występujący na pozycji obrońcy.
W sezonie 2005/2006 zdobył mistrzostwo Bahrajnu z Muharraq SC.
W reprezentacji Martyniki wystąpił jeden raz, 21 grudnia 2004 w przegranym 0:2 meczu el. do Pucharu Karaibów 2005 z Kubą.

## Statystyki ligowe
| Rozgrywki              | Poziom | Kraj       | Mecze | Gole |
| ---------------------- | ------ | ---------- | ----- | ---- |
| Ligue 2                | II     | Francja    | 6     | 0    |
| Championnat National   | III    | Francja    | 91    | 1    |
| Swiss Challenge League | II     | Szwajcaria | 23    | 1    |